# Einin
Einin (japanisch 永仁) ist eine japanische Ära (Nengō) von September 1293 bis Mai  1299 nach dem gregorianischen Kalender. Der vorhergehende Äraname ist Shōō, die nachfolgende Ära heißt Shōan. Die Ära fällt in die Regierungszeit des Kaisers (Tennō) Fuhimi.
Der erste Tag der Einin-Ära entspricht dem 6. September 1293, der letzte Tag war der 24. Mai 1299. Die Einin-Ära dauerte sieben Jahre oder 2087 Tage.

## Ereignisse
- 1297 erster Schuldenerlass (永仁の徳政令) in Japan durch Shōgun Hisaaki
- 1298 Fuhimi dankt ab, neuer Tennō wird sein Sohn Go-Fushimi